# Juli Ashton
Julie Ellen Gauthier, más conocida como Julie Ashton (Colorado Springs, Colorado; 5 de octubre de 1968) es una actriz pornográfica estadounidenese.

## Educación
Estudió pedagogía en Español e Historia. Después de graduarse en la Universidad del Estado de Colorado, enseñó español en una escuela secundaria por un año.

## Carrera en la pornografía
En 1994 comenzó a aparecer en películas pornográficas. Además de su trabajo en películas, trabajó como modelo en muchas revistas y ha viajado como bailarina exótica.
Durante su carrera en película, era la más conocida por sus escenas de sexo anal y lésbicas.
Desde los años 90, Ashton ha sido una presencia frecuente en Playboy Channel, contestando las llamadas en la serie Night Calls. También apareció en una escena de softcore en Night Calls: La película.
Ashton contrajo matrimonio en el 2009 con el magnate venezolano Luis Eduardo Guerrero. Según se ha informado, habría dado a luz a una niña en julio de 2009.

## Premios
- Mejor Actriz de Reparto (en Head Trip) - 1997 AVN Awards

## Filmografía
Apareció en la película de 1997 Orgazmo con un papel secundario.